# Liste der Mitglieder des Württembergischen Landtages 1924 bis 1928
1919 bis 1920 |
1920 bis 1924 |
1924 bis 1928 |
1928 bis 1932 |
1932 bis 1933 |
1933
Diese Liste gibt einen Überblick über die Mitglieder des Landtags des freien Volksstaates Württemberg in der 2. Legislaturperiode von 1924 bis 1928.

## A
- Oscar Adolf Adorno (Zentrum)
- Josef Andre (Zentrum)

## B
- Gottlob Baumgärtner (WBWB) verstorben am 23. Juli 1926, nachgerückt ist Heinrich Stooß
- Ludwig Baur (Zentrum) ausgetreten am 2. Oktober 1925, nachgerückt ist Josef Keller
- Wilhelm Bazille (Bürgerpartei/DNVP)
- Ludwig Becker (KPD)
- Gustav Beißwänger (Bürgerpartei/DNVP)
- Josef Beyerle (Zentrum)
- Theodor Bickes (DVP) ausgetreten am 4. Juni 1924, nachgerückt ist Christian Hartmann
- Lorenz Bock (Zentrum)
- Eugen Bolz (Zentrum)
- Karl Brönnle (KPD)
- Peter Bruckmann (DDP)

## D
- Josef Dangel (Zentrum)
- Wilhelm Dingler (WBWB)

## E
- - Elisabeth (Else) Eberhardt (DDP) nachgerückt am 6. November 1926 für Fritz Elsas
- Gottlob Egelhaaf (DVP) ausgetreten am 20. November 1926, nachgerückt ist Elisabeth Heyd
- Fritz Elsas (DDP) ausgetreten am 30. Oktober 1926, nachgerückt ist Elisabeth (Else) Eberhardt

## F
- Albert Fischer (KPD)
- Theodor Fischer (Bürgerpartei/DNVP)

## G
- - Max Gauß (Zentrum) nachgerückt am 21. Oktober 1924 für Adam Müller
- Karl Gengler (Zentrum)
- Friedrich Göhring (SPD)

## H
- - Friedrich Häcker (WBWB) nachgerückt am 23. März 1926 für Hermann Spröhnle
- Eugen Haller (KPD)
  - Christian Hartmann (DVP), nachgerückt am 6. Juni 1924 für Theodor Bickes
  - Gotthold Häußermann (WBWB) nachgerückt am 10. Januar 1928 für Ernst Hornung
  - Tobias Heege (WBWB) nachgerückt am 28. Juni 1927 für Theodor Wolff
- Otto Henne (DDP)
- Jakob Hermann (Zentrum)
  - Elisabeth Heyd (DVP) nachgerückt am 30. November 1926 für Gottlob Egelhaaf
- Berthold Heymann (SPD)
- Johannes von Hieber (DDP)
- Emilie Hiller (SPD)
- Hermann Hiller (Bürgerpartei/DNVP)
- Walter Hölscher (Bürgerpartei/DNVP)
- August Hornung (SPD) verstorben am 8. Juni 1927, nachgerückt ist Jakob Weimer
- Ernst Hornung (WBWB) ausgetreten am 31. Dezember 1927, nachgerückt ist Gotthold Häußermann

## K
- Wilhelm Keil (SPD)
  - Josef Keller (Zentrum) nachgerückt am 18. November 1925 für Ludwig Baur
- Gottfried Kinkel (SPD)
- Johann Klein (WBWB)
- Gustav Köhler (KPD)
- Theodor Körner (WBWB)
- Aloys Küchle (Zentrum)

## L
- Eduard Lins (Zentrum)

## M
- Fritz Mauthe (DDP)
- Jakob Melchinger (WBWB)
- Christian Mergenthaler (Völkisch-Sozialer Block)
- Adam Müller (Zentrum) Mandat aberkannt auf Grund eines Urteils des Staatsgerichtshofs vom 6. Oktober 1924, nachgerückt ist Max Gauß
- August Müller (WBWB)
- Carl Müller (KPD)

## O
- Gottlob Obenland (WBWB)
- Karl Oster (SPD)

## P
- Albert Pflüger (SPD)
- Mathilde Planck (DDP)
- August Pollich (Zentrum)

## R
- Julius Rank (Zentrum)
- Johannes Rath (DVP)
- Paul Rehbach (KPD)
- Luise Rist (Zentrum)
- Bruno Roos (Bürgerpartei/DNVP)
- Emil Roth (DDP)
- Karl Ruggaber (SPD)

## S
- Wilhelm Schall (DDP)
- Adolf Scheef (DDP)
- Max Schermann (Zentrum)
- Friedrich Schlumpberger (Völkisch-Sozialer Block)
- Gottlieb Schmid (WBWB)
- Karl Schneck (KPD)
- Ernst Schott (Bürgerpartei/DNVP)
- Ernst Schumacher (KPD)
- Kurt Schumacher (SPD)
- Peter Schweizer (WBWB)
- Hermann Spröhnle (WBWB) verstorben am 17. März 1926, nachgerückt ist Friedrich Häcker
- Karl Stäbler (KPD)
- Karl Steger (Völkisch-Sozialer Block)
- Otto Steinmayer (SPD)
  - Heinrich Stooß (WBWB) nachgerückt am 28. Oktober 1926 für Gottlob Baumgärtner
- Anton Strahl (Zentrum)
- Wilhelm Ströbel (WBWB)
- Gustav Ströbele (WBWB)

## T
- Wilhelm Taxis (WBWB)

## U
- Fritz Ulrich (SPD)

## W
- - Jakob Weimer (SPD) nachgerückt am 17. Juni 1927 für August Hornung
- Jakob Wernwag (WBWB)
- Fritz Wider (Bürgerpartei/DNVP)
- Friedrich Winker (SPD)
- Theodor Wolff (WBWB), verstorben am 22. Juni 1927, nachgerückt ist Tobias Heege

## Z
- Christian Zentler (WBWB)